# Solomon Marcus
Solomon Marcus (Bacău, 1 de março de 1925 – Bucareste, 17 de março de 2016) foi um matemático romeno.
Foi membro da seção matemática da Academia Romena (membro pleno desde 2001) e professor emérito da Faculdade de Matemática da Universidade de Bucareste. Sua linha principal de pesquisa é nos campos da análise matemática, linguística computacional e matemática, e ciência da computação. Também publicou diversos artigos sobre vários tópicos culturais: poética, linguística, semiótica, filosofia, história da ciência e educação.

## Biografia
Nascido em Bacău, Romênia, completou os estudos básicos em 1944, estudando matemática na Universidade de Bucareste, com graduação em 1949. Obteve o doutorado em matemática em 1956, com a tese Monotonic functions of two variables, orientado por Miron Nicolescu. Foi apontado Lecturer em 1955, Professor Associado em 1964, e tornou-se Professor em 1966 (emérito em 1991).